# Канитель (обмотка струн)
Канитель — тонкая проволока круглого или ленточного сечения используется как материал для обмотки струн. Основа струны керна музыкального инструмента, применяется с целью повышения прочности и гибкости струн. Изготавливалась канитель в основном из серебра, меди, позже из алюминия, нержавеющей стали, никеля, вольфрама, титана и других материалов. Николо Паганини был одним из первых скрипачей, постоянно использовавших «витую» нижнюю струну («соль»). В дальнейщем канителью стали обматывать и более высокие — тонкие струны, включая скрипичную струну «ми».Так же канителью стали обматывають и часть трости смычка в месте охвата её пальцами исполнителя.
Познакомиться с канителью струн лучше всего на примере бас-гитары. Для этого инструмента используется три основных вида обмотки.
- roundwound— струны с круглой обмоткой- наиболее распространенный вид обмотки струн для бас-гитары на сегодняшний день[2]. Эти струны получили широкое распространение благодаря наиболее яркому и богатому звуку[2]. Эти струны имеют свои недостатки- струны для бас-гитары с такой обмоткой сильнее других повреждают лады[2]. Такие струны быстро изнашиваются и создают шум при продольных движениях пальцами по грифу инструмента[2].
- flatwound- струны с струны с плоской обмоткой. Они не такие шумные как струны с круглой обмоткой, но не имеют того яркого звучания как струны с круглой канителью[2]. Именно такие струны пользуются небывалой популярностью у джазовых музыкантов, играющих на безладовой бас-гитаре[2].
- halfwound, groundwound- струны с полуплоской обмоткой-совмещают преимущества первых двух типов[2]. Эти струны имеют хороший, яркий перкуссивный тон, низкий уровень шума от пальцев, отличный сустейн[2]. Этот эффект достигается за счет того, что в процессе намотки круглая канитель шлифуется с двух сторон.[2] , Этот тип струн не получил большого распространение среди бас-гитаристов, несмотря на неоспоримые преимущества[2].